# 房総スカイライン
房総スカイライン（ぼうそうスカイライン）は、千葉県君津市から鴨川市に至る道路（君津市内箕輪 - 笹は千葉県道92号君津鴨川線、君津市笹 - 鴨川市横渚は千葉県道24号千葉鴨川線）の千葉県道路愛称名。
また、このうち、君津市東粟倉から君津市片倉の区間は、君津市西粟倉 - 東粟倉間の国道465号区間と併せて、房総スカイライン有料道路という有料道路であった。以下では房総スカイライン有料道路について解説する。

## 概要

### 概説
道路整備特別措置法に基づく一般有料道路で、千葉県道路公社が管理していた。2014年（平成26年）4月より無料通行措置が行われており、この時点から実質的に無料開放されていた。
当初は、2008年（平成20年）度に償却完了を予定していたが、2006年（平成18年）度より本道路と鴨川有料道路について、未償還金対策としてプール料金制が導入され、償還期限が2019年（平成31年）度となった。
通行料金の割引によって東京湾アクアラインの交通量が大幅に増加したが、両有料道路の交通量は期待したほどの伸びが見られず、鴨川市の経済界や議会等からは、鴨川有料道路とともに早期無料化促進が求められていた。
2013年（平成25年）1月30日に国道410号大戸見隧道で発生したモルタル剥落事故に伴う迂回路として、2月14日より無料通行措置が実施された。当初は復旧までの期間を予定していたが、その後も当該箇所付近で片側交互通行が必要な安全対策工事が断続的に行われることから、2014年（平成26年）4月1日より2019年（平成31年）4月20日まで継続して無料通行措置が実施されることとなった。当道路は2019年（平成31年）4月20日をもって料金徴収期間が満了となるが、この措置により実質的に無料開放の前倒しが図られることとなった。

### 路線データ（房総スカイライン有料道路時代）
- 路線名：千葉県道92号君津鴨川線、国道465号[13]
- 起点：千葉県君津市西粟倉
- 終点：千葉県君津市片倉
- 延長：10.0km
- 車線数：2車線
- 車線幅員：3.25m
- 設計速度：60km/h
- 事業費：67億円4千万円
- 料金徴収期限：2019年（平成31年）4月20日[7][6]

## 歴史
- 1973年（昭和48年）2月26日：着工。
- 1979年（昭和54年）3月12日：供用開始。
- 2006年（平成18年）：鴨川有料道路とのプール料金制導入。
- 2008年（平成20年）3月11日：料金徴収期間満了に伴い無料開放予定であったがプール制により実施せず。
- 2013年（平成25年）2月14日：国道410号大戸見隧道の迂回路として無料通行措置開始。
- 2014年（平成26年）4月1日：継続して無料通行措置実施[11]。
- 2019年（平成31年）4月20日：無料通行措置終了と料金徴収期限[7][6]。

## 通行料金（当時）
2013年（平成25年）2月13日時点の通行料金。2013年（平成25年）2月から無料開放まで無料通行措置がとられていた。

### 現金支払
- 普通車：300円
- 大型車（I）：400円
- 大型車（II）：1000円
- 軽自動車等：200円
- 軽車両等：30円

### 回数券（当時）
2013年（平成25年）2月13日時点。
普通車
- 【12回券】3,000円（1回当たり250円）
- 【30回券】7,200円（1回当たり240円）

軽自動車等
- 【12回券】2,000円（1回当たり166円）
- 【30回券】4,800円（1回当たり160円）

大型車 (I)
- 【12回券】4,000円（1回当たり333円）
- 【30回券】9,600円（1回当たり320円）

大型車 (II)
- 【12回券】10,000円（1回当たり833円）
- 【30回券】24,000円（1回当たり800円）

軽車両等
- 【12回券】300円（1回当たり25円）
- 【30回券】720円（1回当たり24円）

## 休憩施設
- 峰山パーキング

## 交差する道路
- 国道465号
- 千葉県道24号千葉鴨川線